# 1927 في مصر
فيما يلي قوائم الأحداث التي وقعت خلال عام 1927 في مصر.

## سياسة

### تعيين في المنصب
- 26 أبريل – عبد الخالق ثروت رئيس الوزراء المصري.

## أفلام
من الأفلام التي صدرت هذه السنة في مصر:
- 5 مايو – قبلة في الصحراء من إخراج إبراهيم لاما.
- 16 نوفمبر – ليلى من إخراج وداد عرفي.

## مواليد

### يناير
- 1 يناير – عبد الباسط عبد الصمد أحد أشهر قراء القرآن الكريم في العالم الإسلامي..
- 6 يناير – محمد إبراهيم كامل

### أبريل
- 3 أبريل – أحمد بدوي

### مايو
- 8 مايو – سيد مكاوي موسيقي مصري.
- 19 مايو – يوسف إدريس كاتب مصري.

### يوليو
- 1 يوليو – رأفت الهجان جاسوس مصري..

### سبتمبر
- 18 سبتمبر – محمد رياض جغرافي مصري.

### نوفمبر
- 17 نوفمبر – محمد دياب العطار لاعب كرة قدم مصري.

## وفيات

### أغسطس
- 7 أغسطس – كيرلس الخامس (مواليد 1831) قس مصري.
- 23 أغسطس – سعد زغلول (مواليد 1858) سياسي مصري.